# Joseph Pistone

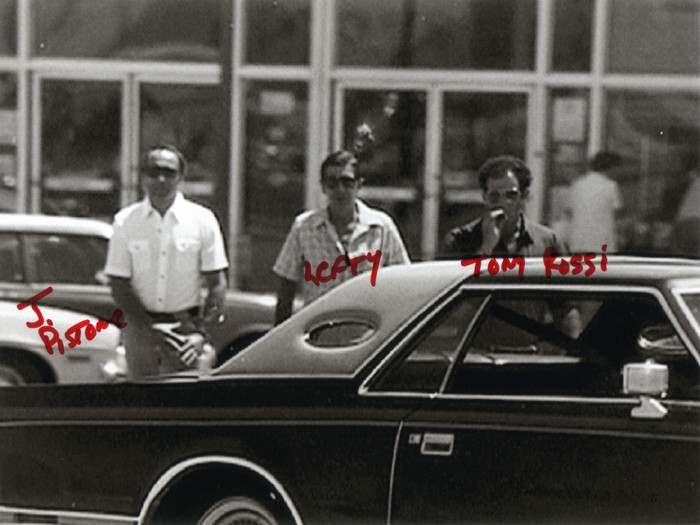
Joe Pistone, Benjamin „Lefty” Ruggiero, Tony Rossi.

Joseph Dominick Pistone, znany także jako Donnie Brasco (ur. 1939 w Erie) – agent FBI, który w 1975 przeniknął do rodziny Bonanno. W 1981 jego praca dobiegła końca. Zebrał dowody obciążające blisko 200 osób, z czego ponad 100 otrzymało prawomocne wyroki.

## Młodość
Pistone urodził się w Pensylwanii, dorastał w Paterson w stanie New Jersey. Ukończył naukę w Paterson State College (teraz William Paterson University) w 1965, z dyplomem studiów podstawowych/nauk społecznych. Po roku pracy w szkole podstawowej w Paterson zatrudnił się w Biurze Wywiadu Marynarki Wojennej. W 1969 został agentem specjalnym FBI.

## Jako Donnie Brasco
Pistone został wybrany do tej misji z powodu sycylijskiego pochodzenia, znajomości świata przestępczego, który poznał dorastając w Paterson oraz umiejętności posługiwania się sycylijskim dialektem języka włoskiego. Twierdził także, że nie poci się pod presją.
W szeregi mafii został wprowadzony przez Tony'ego Mirrę.
Później nawiązał bliskie stosunki z capo rodziny Bonanno Sonnym 'Black' Napolitano i Benjaminem Ruggiero. Dowody zgromadzone przez Pistone'a doprowadziły do wniesienia 200 oskarżeń oraz do 100 wyroków skazujących członków mafii.
Gra Pistone'a była tak przekonująca, że w 1981 zaproponowano mu, by wstąpił do rodziny Bonanno (oficjalnie stał się członkiem Mafii). Jednak żeby tak się stało, musiałby zabić Anthony'ego Indelicato, który wcześniej uniknął pojawienia się na spotkaniu, na którym zabito jego ojca Alphonse'a Indelicato, Phillipa „Philly'ego” Giaconne oraz Dominicka „Big Trin” Trinchera (Pistone nie był świadkiem, ani nie uczestniczył w morderstwie tej trójki). Musiał więc zakończyć swoją misję. Dwa dni później agenci FBI, chcąc ostrzec Napolitano oraz Ruggiero o możliwym zagrożeniu, poinformowali ich, że ich długoletni współpracownik Donnie Brasco był tak naprawdę agentem FBI. 
Wkrótce potem Sonny Napolitano został zamordowany, za to, że dopuścił do infiltracji rodziny przez agenta FBI, a za głowę Pistone'a ustalona została nagroda w wysokości 500 tys. dolarów. Później podczas negocjacji pomiędzy agentami FBI a rodziną Bonanno, zlecenie zabójstwa miało być anulowane. Benjamin „Lefty” Ruggiero zachował życie, gdyż FBI odnalazło go szybciej niż mafia. Spędził kilka lat w więzieniu. 
Pistone po tych zdarzeniach zmienił imię i nazwisko. Odszedł na emeryturę w 1997 po 27 latach pracy w charakterze „tajniaka”. Jak wyznał w jednym z nielicznych wywiadów, 6 razy musiał się przeprowadzać, lecz mafia nigdy nie odkryła miejsca jego pobytu. Przez jakiś czas razem z rodziną korzystał z Federalnego Programu Ochrony Świadków.
W 2004 Joseph Massino, boss rodziny Bonanno, zleceniodawca zabójstwa Sonny'ego Napolitano, został skazany za rozliczne przestępstwa.

## Literatura i film
Pistone szczegółowo opisał swoje doświadczenia w wydanej w 1987 książce pod tytułem Donnie Brasco: My Undercover Life in the Mafia. W 1997 na podstawie książki powstał film Donnie Brasco z Johnnym Deppem w roli tytułowej oraz z Alem Pacino w roli Ruggiero. W 2004 Pistone wydał kolejną książkę opisującą jego doświadczenia jako Donnie'ego Brasco pt. The Way of the Wiseguy.
Pistone nadal jest aktywny jako autor i konsultant światowych agencji zajmujących się egzekwowaniem prawa (policja itp). Wraz z Salvatore Bonanno, synem Joego Bonanno, napisał książkę The Good Guys. W 2006 na podstawie jego przeżyć powstał film Za cenę życia, w którym wystąpili m.in. Val Kilmer i Dennis Hopper.